# غمش
الغمش أو العين الكسولة: هو ضعف في الرؤية المركزية للعين، بدون وجود سبب عضوي، أو بشكل لا يتناسب مع الخلل العضوي في العين إن وجد. ولا يصيب الرؤية الطرفية عادة، كما لا يمكن إصلاحه بالعدسات. يصيب 1-5% من الناس. ويصيب الأطفال قبل سن السادسة. وهو السبب الأكثر شيوعاً لمشاكل البصر في الأطفال.
في الغَمَش لا يُنقل التنبيه البصري بشكل كامل أو لا ينقل بالكلية عبر العصب البصري إلى الدماغ.

## فيزيولوجيا المرض وأسبابه
الغمش هو مشكلة نمائية في الدماغ، وليست مشكلة عصبية أو عضوية أو داخلية للمقلة، علماً أن المشاكل العضوية قد تسبب الغمش، والذي يستمر بعد انتهاء المشكلة العضوية. الجزء من الدماغ الذي يستقبل الصور لا يُحَفَّزُ بشكل كافٍ، أو أنه لا يتطور إلى قدرته البصرية الكلية.
يمكن تقسيم أسباب الغمش إلى القسمين الآتيين:
1- غمش عضوي: وهو الذي ينتج عن فقدان شفافية العدسات، كما في الساد
2- غمش وظيفي وهو الذي ينتج عن أمراض وظيفية كالحَول وأمراض سوء الانكسار.
يمكن أن ينتج الغمش عن الحول، حيث تنقل عين صورة خاطئة للدماغ فيقوم الدماغ بتعطيل إحدى العينين، أو لنقل أنه يتعلم تجاهل الصورة القادمة من إحدى العينين؛ لتلافي ازدواج الرؤية.
ويمكن أن ينتج عن فشل في استعمال كلا العينين سوية. ويمكن أن يكون مرتبطاً بفرق كبير بين العينين في قصر النظر أو طوله.كما يمكن أن يكون مرتبطاً باللابؤرية. ويمكن أيضاً أن يكون مرتبطاً بالسّادّ.
المصطلح «عين كسولة» يشير إلى «الغمش»، والذي غالباً ما يحدث مترافقاً والحولَ. علماً بأن المرضى المصابين بالغمش قد لا يصابون بالحول، كما قد يصاب المريض بالحول دون الغمش.

## الأعراض
المصابون بالغمش قد لا يلاحظون المشكلة خصوصاً لو كانت المشكلة طفيفة، حتى إنهم لا يعلمون بالمرض حتى سن متأخرة، وذلك عندما يُفحصون في عمر متأخر. لأن البصر في العين الأخرى جيد. ولكن لو كان المرض شديداً، فإن الأغمش قد يعاني من مشاكل الغمش. هذه المشاكل قد تكون متعلقة بإدراك العمق، أو بالحساسية للتباين، وقد تكون متعلقة بمشاكل البصر «عالية المستوى» كالحساسية للحركة. هذه المشاكل تكون محصورة بالعين المصابة. وبالتالي فإن الأغمش يواجه مشاكل في ما يتعلق بالرؤية بالعينين، كإدراك العمق. أما فيما يتعلق بالرؤية وحيدة العين فإنها جيدة بالنسبة للعين غير المصابة؛ فالمريض مثلاً يدرك الأحجام، المنظور، والتزيح.
من الأعراض الأخرى أن العينين تذهبان للداخل أو الخارج، وقد تبدو العينان لا تعملان سوية. وهناك أعراض أخرى مثل تفضيل عين على الأخرى، أو الميل للاصطدام بالأشياء على جانب واحد.

## أنواع الغمش
يصنف حسب السبب إلى أنواع عدة، فقد يكون السبب هو مرض الحول وقد يكون السبب مرضاً يسبب ضعف الرؤية كما يحدث في الساد، كما قد يكون السبب مشكلةً في بؤرية العين، ومثالها قصر النظر وطول النظر واللابؤرية ومرض تفاوت الانكسار.

### الغمش الحولي

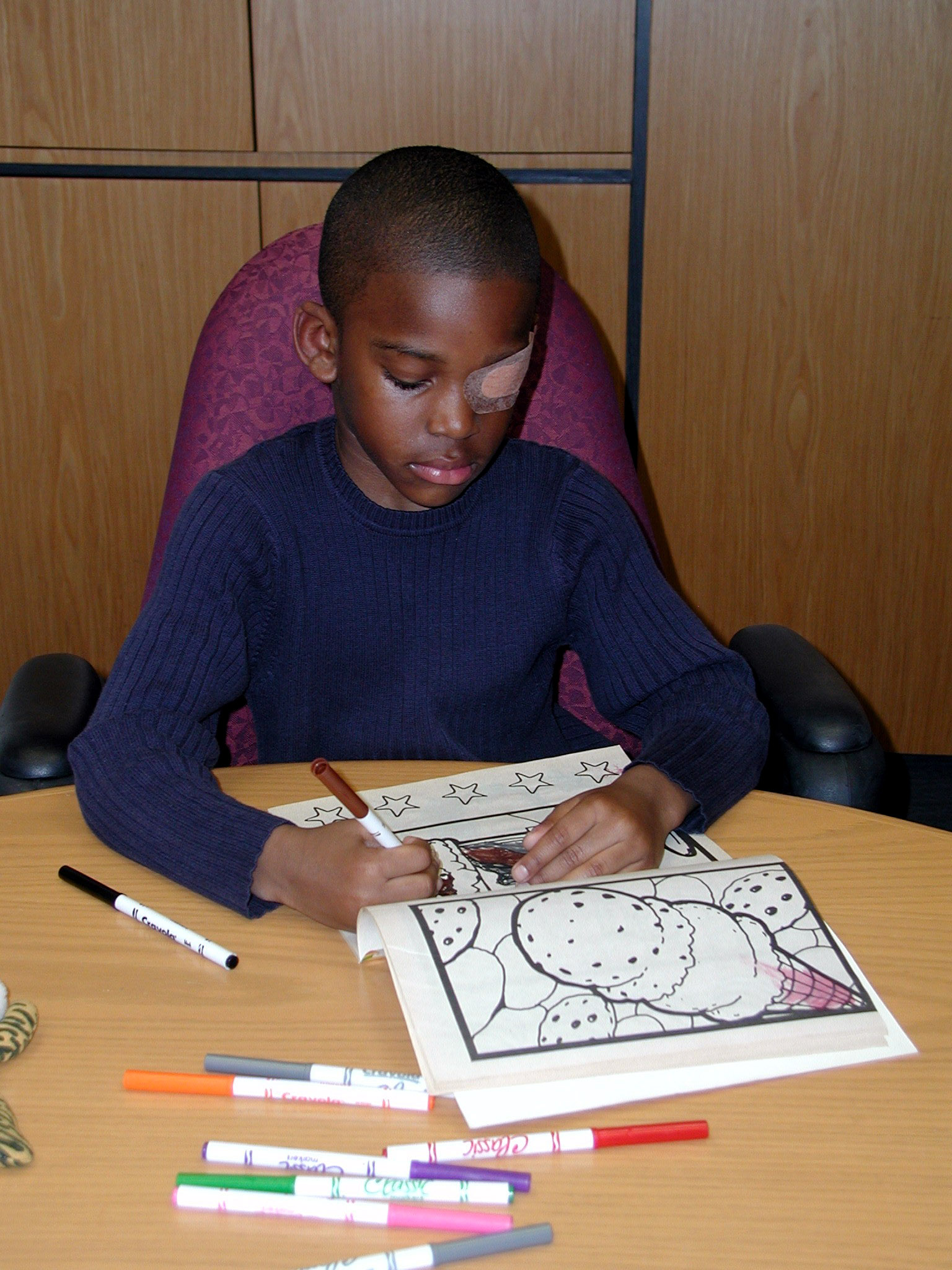
طفل يرتدي رقعة عين لتحسين الغمش

الحَوَل هو مرض تكون فيه العينان مصطفتين بشكل غير متناسق (أي أن إحدى العينَين لا تتجه للشيء المرادِ النظرُ إليه)، ينتج عن الحول أن البصر في العين التي يفضل المرء الرؤية بها يكون طبيعياً. ولكن يمكن أن يحصل أن يكون البصر غير طبيعي في العين الأخرى. الحول الذي يبداً في البالغين يتسم بأن الصورة التي يستقبلها الدماغ تختلف من عين لأخرى (لأن كل عين تنظر لاتجاه مختلف عن الأخرى) مما يسبب ازدواج الرؤية. في المقابل فإن الحول البادئ في الأطفال لا يتسم بازدواجية الرؤية؛ وذلك لأن أدمغة الأطفال أكثر قابلية للتشكيل (التغيير) من الناحية العصبية، فيقوم الدماغ بكبت الصورة الناتجة عن إحدى العينين، مانعاً ازدواج الرؤية. كبت الدماغ إحدى الصور يؤدي إلى مشكلة في تطور الدماغ على الإبصار، الأمر الذي يؤدي إلى الغَمَش.
تصحيح الغَمَش الحَوَلي يكون إما بتوضيح الصورة، عن طريق النظارات أو عن طريق وضع رقعة العين على العين السليمة. أو استخدام ما يسمى «معاقبة العين دوائياً» حيث تُستخدم قطرات الأتروبين ليسبب توسع الحدقة مؤقتاً، الأمر الذي يؤدي إلى تَغَيُّم الرؤية في العين السليمة. أما بالنسبة لمشكلة اصطفاف العينين فإنها يُمكن أن تُعالج بطرق جراحية أو غير جراحية حسب شدة الحَوَل.

### غمش تفاوت الانكسار
تفاوُت الانكسار هو مرض يكون فيه خلل الانكسار غير متساوٍ بين عَيْني الشخص الواحد؛ كأن يكون هناك اختلاف في قصر النظر أو طول النظر بين عينَي الشخص الواحد، وهذا الاختلاف في الانكسار قد يؤدي إلى ازدواج الرؤية أو إلى وهن البصر. في هذه الحالة، فإن العين التي تزود الدماغ بالصورة ذات الوضوح الأعلى تُعتبر العين السائدة، والصورة القادمة من العين الأخرى تُغَيَّم، مما ينتج عنه خلل في تطور جزء من الجهاز الإبصاري.
غمش تفاوت الانكسار أقل حدة من الغَمَش الحَوَلي، ويمكن أن تكون له أعراض أقل وضوحاً، الأمر الذي يجعل من السهل إخطاءُ تشخيصِه من قبل الأطباء.
في بعض الحالات، يمكن أن يكون الغَمَش مرتبطاً بالحَوَل وتفاوت الانكسار في آن واحد.
في بعض الحالات يمكن أن يكون تفاوت النظر كبيراً لدرجة أن النظر في إحدى العينين يكون ضعف معدل النظر العادي، بينما تكون الأخرى عمياء تماماً.

### غمش الانسداد
أحياناً، يُسبب إطباق الجفن انسداداً لرؤية العين، كما يحدث في تدلي الجفن أو أية أمراض أخرى تسبب إطباق الجفن بما يؤثر على رؤية الطفل. والذي قد يسبب الغمش بسرعة. غمشُ الانسداد قد يكون ناتجاً عن ورم وعائي دموي والذي قد يحجب بعض العين أو كلها.

### غمش الساد
الساد هو مرض يصيب عدسة العين فيعتمها ويفقدها شفافيتها، مما يؤدي إلى ضعف التنبيهات البصرية القادمة من العين، الأمر الذي يؤدي إلى خلل في تطور الدماغ على الإبصار. ما يؤدي إلى ضعف الرؤية من تلك العين، والإصابة بالغمش.

## العلاج
في غمش تفوات الانكسار، يكون العلاج إما بتصحيح خلل الرؤية، عن طريق ارتداء العدسات المناسبة، وقد يكون عن طريق إجبار استخدام العين المريضة، وذلك عن طريق ارتداء رقعة العين على العين السليمة، وقد يكون عن طريق وضع قطرات الأتروبين في العين السليمة. من مشاكل قطرة الأتروبين أنها قد تسبب تكوين عُقيدات (nodules) في العين، الأمر الذي يمكن «إبطاله» عن طريق مرهم.
يجب أن يراعى أن العلاج الزائد عن حده قد يؤدي إلى «غمش عكسي» في العين الأخرى (غير المصابة بالغمش أصلاً).
علاج المرض للأطفال المصابين من سن 9 حتى 11 يمكن أن يكون باستخدام التعلم الإدراكي (والذي هو وسيلة لتعلم مهارات مُحسنة من الإدراك، وهنا يُحسِّن المريض وسائل الإدراك البصرية)
علاج غمش السادّ يكون بزراعة عدسة صناعية مكان العدسة المعتمة، ثم المعالجة بالرقعة أو بقطرات الأتروبين على العين